# Ини (буква армянского алфавита)
Ի, ի (арм. ինիо файле, ини) — одиннадцатая буква армянского алфавита. Создал Месроп Маштоц в 405—406 годах.

## Использование
И в восточноармянском, и в западноармянском языках обозначает звук [i]. Числовое значение в армянской системе счисления — 20. Библия на армянском языке начинается с буквы ини.
Использовалась в курдском алфавите на основе армянского письма (1921—1928) для обозначения звука [iː].
Во всех системах романизации армянского письма передаётся как i. И в восточноармянском, и в западноармянском шрифте Брайля букве соответствует символ ⠊ (U+280A).

## Кодировка
И заглавная, и строчная формы буквы ини включены в стандарт Юникод начиная с версии 1.0.0 в блоке «Армянское письмо» (англ. Armenian) под шестнадцатеричными кодами U+053B и U+056B соответственно.

## Галерея

Округлый еркатагир
Прямолинейный еркатагир
Болоргир
Нотргир
Шхагир
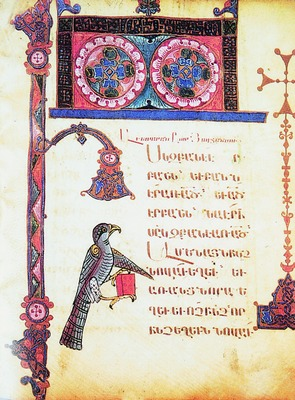
Заглавная буква «И» в рукописи 1232 года
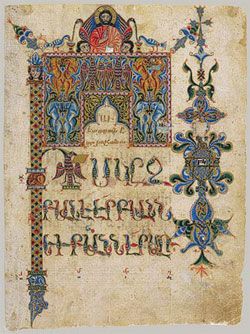
Заглавная буктва «И» в рукописи XIV века